# Уральский океан

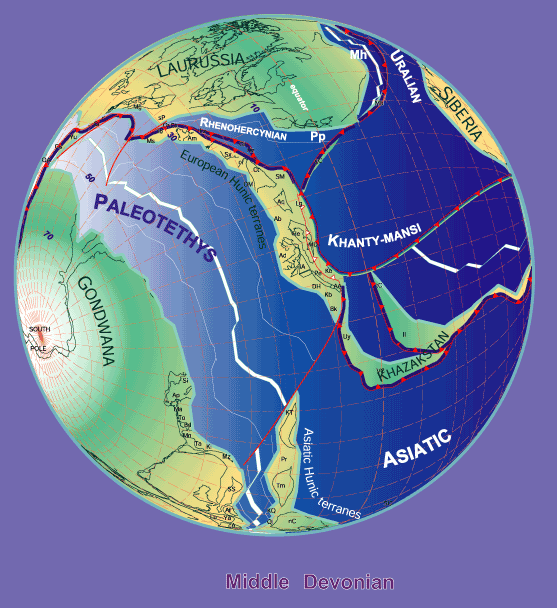
Уральский океан между Лавруссией и Сибирией 380 млн лет назад

Уральский океан — древний океан, существовавший на месте Уральских гор 500—300 млн лет назад. Берегами океана были континенты Фенносарматия (впоследствии Лавруссия) и Ангарида. В частности, в нижнем палеозое океан покрывал территорию современной Башкирии. В девоне превратился в протоку (Уральское море). В результате схождения материков в каменноугольном периоде океан исчез, а на месте встречи континентов вздыбились Уральские горы.
Образовался в ордовике из моря Торнквиста при смещении Балтики в северо-западном направлении, отделяясь микроконтинентом Казахстания от осевой части Палеоазиатского океана.